# Alexis Righetti
Alexis Righetti, né le 14 janvier 1984, est un vidéaste français, sportif pratiquant notamment le VTT freeride, mais aussi écrivain et créateur de jeux de société.

## Parcours de sportif
Alexis Righetti est un freerider en ski et VTT. Il est principalement connu pour sa chaîne YouTube, créée en 2011 et cumulant plus de 21 millions de vues, où il montre des descentes de sommets de haute montagne après avoir porté son vélo sur le dos à la montée. Utilisant parfois des techniques d'alpinisme, il qualifie lui-même sa pratique de « vélo-alpinisme ». Un grand nombre de ses descentes VTT ont été médiatisées,,. Il effectue lui-même le montage de ses vidéos.

### Sommets en VTT
Sommets descendus à VTT, pour lesquels un film a été tourné et des articles de journaux écrits (liste non exhaustive) :
- Pain de Sucre (Alpes, 3 208 mètres)[8]
- Pic de Sauvegarde (Pyrénées, 2 738 mètres)[9]
- M'Goun (Haut Atlas, 4 071 mètres)
- Pic du Canigou (Pyrénées, 2 784 mètres)[10]
- Pic Carlit (Pyrénées, 2 921 mètres)[11]
- Robiñera (Pyrénées, 3 001 mètres)
- Pic du Montcalm (Pyrénées, 3 077 mètres)
- Pointe de la Saume (Alpes, 3 043 mètres)[12]

- Arbizon (Pyrénées, 2 831 mètres)[13]
- Pene Blanque (Pyrénées, 2 902 mètres)[14]
- Bric de Rubren (Alpes, 3 340 mètres)
- Mont Valier (Pyrénées, 2 838 mètres)[15]
- Pic du Midi en hivernale (Pyrénées, 2 877 mètres)[16]
- Pic d'Aret (Pyrénées, 2 935 mètres)[17]
- Peña Montañesa (Pyrénées, 2 291 mètres)[18]
- Pique Rouge de Bassiès (Pyrénées, 2 676 mètres)[19]
- Pic du Montaigu (Pyrénées, 2 339 mètres)[20]
- Pic de Salcorz (Pyrénées, 2 677 mètres)[21]

### Expéditions
En 2023, il monte une expédition dans la cordillère des Andes pour descendre à vélo 2 sommets de plus de 6000 m : le Cerro Copiapo et le Nevado Tres Cruces (bien entendu, en montant toujours son VTT sur son dos).

### Descentes à ski
Alexis Righetti est également amateur de ski freeride. En 2024, il a été médiatisé à la suite d'une vidéo réalisée avec le snowboarder médaillé olympique Paul-Henri de Le Rue dans laquelle tous deux descendent le Pic du Midi par la face nord.

## Parcours de réalisateur
En 2020, il réalise son premier court métrage de 52 minutes, Sur-Vivre, qui est projeté au cinéma,. D'autres sorties cinéma ont suivi, comme 4 Degrés, en 2022 un documentaire sur la pratique du vélo de montagne, puis en 2023 The Way (visa d'exploitation n°2022005740), un docu sportif multi-activités où sont mêlés montagne, parapente et VTT.
Alexis Righetti a également réalisé des documentaires sur d'autres sports extrêmes, comme Exit, un film sur le base-jump en sélection officielle pour le FIA Air Film Festival en 2024.
En avril 2025, Alexis Righetti sort son premier long métrage au cinéma,,: le documentaire Copiapo, sur cinq VTTistes partant en expédition pour descendre à vélo un sommet de plus de 6000 m dans la cordillère des Andes. Ce film, produit par la société Picsprod et distribué par Emotions Distribution, fait 1h35. 

## Sponsors
Depuis 2023, Alexis Righetti fait partie de la "Team Rider" de la marque de vélos Zerode. 
Il est également ambassadeur pour les marques outdoor suivantes :
- Probikeshop
- Endura
- Bell
- Ion
- Chullanka
- LPDV

Auparavant, il a été ambassadeur français pour la marque GT de 2019 à 2020 et Vitus de 2021 à 2022, MET et Bluegrass de 2019 à 2025.

## Parcours d'écrivain
Alexis Righetti, E.V.A., Favre, 8 février 2018, 349 p. (ISBN 978-2-8289-1660-2 et 2-8289-1660-X). Ce roman traite du sujet de l'intelligence artificielle. Il a été coup de cœur des librairies Payot en Suisse (33e édition)

## Parcours de créateur de jeu de société
En 2013, son jeu Gangs City a été édité par les éditions Diptic.